# الأثبج
الأثبج بطن من بطون قبيلة بني هلال بن عامر بن صعصعة بن معاوية بن بكر بن هوازن بن منصور بن عكرمة بن خصفة بن قيس عيلان بن مضر بن نزار بن معد بن عدنان. كانت من أوفر القبائل عددا وأكثرها بطونا، فكان لهم جمع وقوة، وكانوا أحياء غزيرة، وهم من جملة الهلاليين الداخلين إلى إفريقية. كانت مواطنهم حيال جبال الأوراس في إفريقية، وكانوا ينزلون الصعيد.
وكان الحلف القبلي الأثبج، عند دخولهم لإفريقية (المغرب الأدنى آنذاك) ثم انتقالهم إلى المغرب الأوسط، يتكون من سبع قبائل أساسية هي:

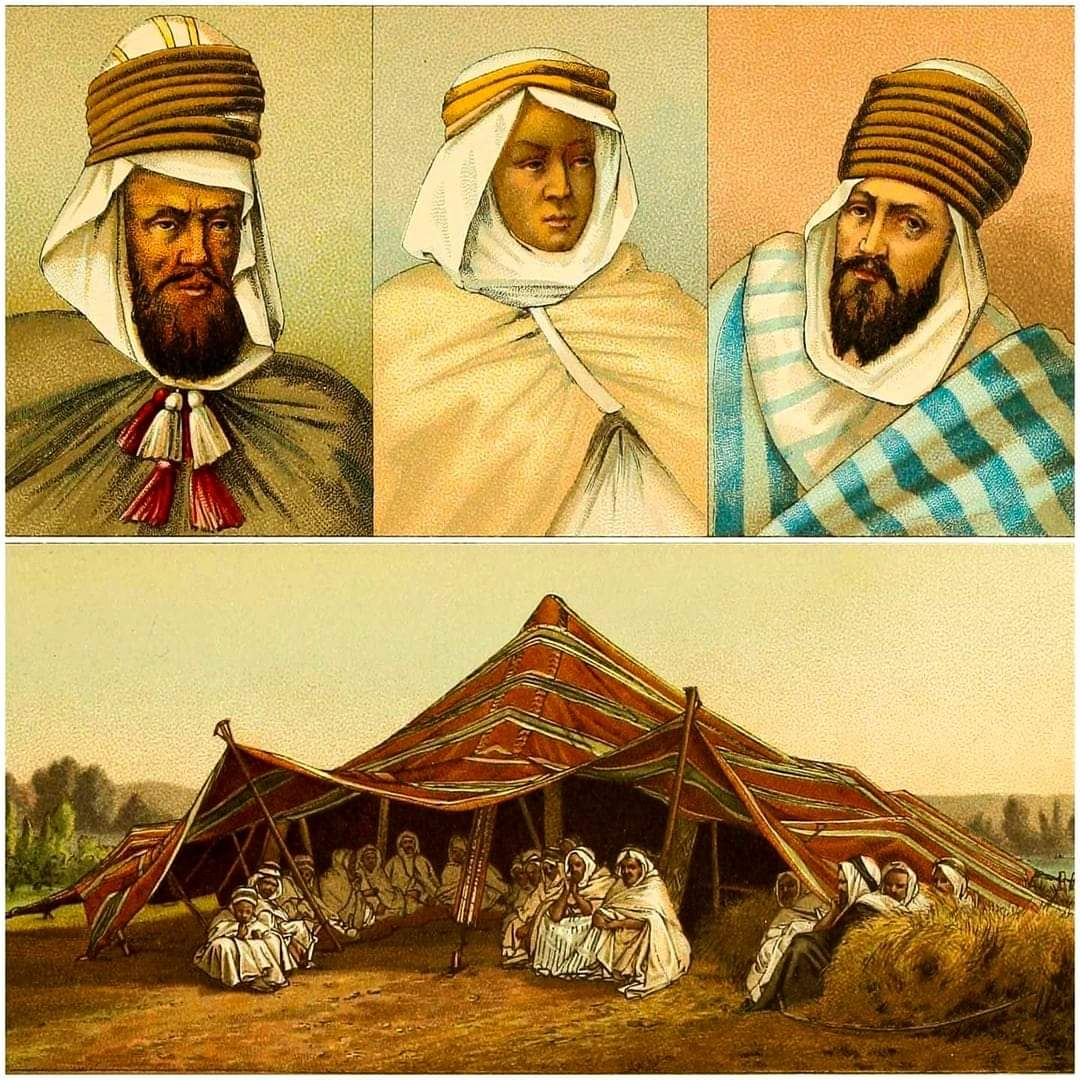
قبائل بني هلال في الجزائر (نحو 1880)

- الضحاك
- عياض
- مقدم
- العاصم
- لطيف
- دريد
- كرفة

وغيرهم (ياسر ومشرف والخراج)

## في ظل الدولة الموحدية
وبعد ظهور الموحدين، قام هؤلاء بنقل بعض قبائل الأثبج الى الساقية الحمراء في إطار الأحلاف:
يقول في ذلك ابن خلدون:
وبهذا الانتقال أصبح المجال مفتوحا أمام قبائل بني رياح فكان أن استوطنت بقية بطون الأثبج القرى والأطام في الزاب (نواحي بسكرة).